# Racquets ai Giochi della IV Olimpiade
Il racquets ha fatto la sua prima ed unica apparizione ad un'edizione dei Giochi olimpici ai Giochi della IV Olimpiade di Londra nel 1908.
Furono disputati due tornei (singolare e doppio), esclusivamente maschili, ai quali parteciparono solo atleti britannici.

## Paesi partecipanti
Alle gare hanno preso parte un totale di sette giocatori provenienti da un solo paese:
- Regno Unito 7

## Podi
| Evento    | Oro                                       | Argento                                | Bronzo                           |
| Singolare | Evan Noel                                 | Henry Leaf                             | John Jacob Astor                 |
| Doppio    | Regno Unito Vane Pennell John Jacob Astor | Regno Unito Edmund Bury Cecil Browning | Regno Unito Evan Noel Henry Leaf |

## Medagliere
| Posizione | Paese         |   |   |   | Totale |
| --------- | ------------- | - | - | - | ------ |
| 1         | Gran Bretagna | 2 | 2 | 2 | 6      |
| Totale    | Totale        | 2 | 2 | 2 | 6      |

## Fonti
- International Database CIO, su olympic.org.
- (EN) Theodore Andrea Cook, The Fourth Olympiad, Being the Official Report, London, British Olympic Association, 1908.
- (EN) Herman De Wael, Racquets 1908, su Herman's Full Olympians, 2001. URL consultato il 3 maggio 2006 (archiviato dall'url originale il 4 giugno 2011).